# Mariano Cúneo Libarona
Mariano Cúneo Libarona  (Buenos Aires, 8 de junio de 1961) es un político conservador, docente, abogado y funcionario argentino. Es el actual ministro de Justicia de la Nación Argentina, desde el 10 de diciembre de 2023; en la administración de Javier Milei.
Hasta su designación como funcionario público, formaba parte del Estudio Cúneo Libarona junto a sus hermanos, era titular de la cátedra "Derecho Penal (Parte General)" en la carrera de abogacía de la Universidad Nacional de La Matanza, docente de posgrado en la Universidad de Palermo, era decano de la Facultad de Ciencias Jurídicas y Sociales de la Universidad del Museo Social Argentino, y era uno de los dos responsables del Departamento de Legales de Racing Club.

## Biografía
Nació el 8 de junio de 1961, en la ciudad argentina de Buenos Aires.
Tras realizar estudios en la Facultad de Ciencias Políticas, Jurídicas y Económicas de la Universidad del Museo Social Argentino, se recibió como abogado y procurador. Cursó el doctorado en derecho penal en la Universidad de Salamanca (España), en 2004.

### Trayectoria
Se desempeñó como asistente en el estudio jurídico «Rojas Pellerano y Asociados» desde febrero de 1979 hasta julio de 1981. Ingresó en el Poder Judicial de la Nación el 7 de julio de 1981. Desde esa fecha iría ocupando distintos cargos en el poder judicial, como auxiliar superior, oficial superior y secretario a cargo. Desde agosto de 1989 ejerce su profesión de abogado en libre ejercicio.
Cúneo Libarona comenzó a trascender mediáticamente en los años noventa cuando se hizo cargo de casos de alto perfil como el de Guillermo Coppola en 1996, en donde se lo acusaba de tenencia ilegítima de estupefacientes. Allí, Cúneo Libarona, logró su absolución y la condena del juez Hernán Bernasconi por delitos de asociación ilícita y falsedad ideológica. En 1997, estuvo un mes preso por orden del juez Norberto Oyarbide, bajo la acusación de coacción agravada y de encubrimiento, en una causa que investigaba el robo de un video del despacho del juez Juan José Galeano, en el marco de la causa AMIA.
Participó como panelista de televisión y consejero de distintos programas como «Policía Bonaerense» (2003), «Código Penal» (2004) y «Animales sueltos» (2019). En 2014 se postuló como candidato a presidente de Racing Club por el bloque «Racing Unido». Ofició como director del departamento de legales del club y como vocal en la comisión directiva elegida para el mandato 2020-2024, presidida por Víctor Blanco.

### Ministro de Justicia

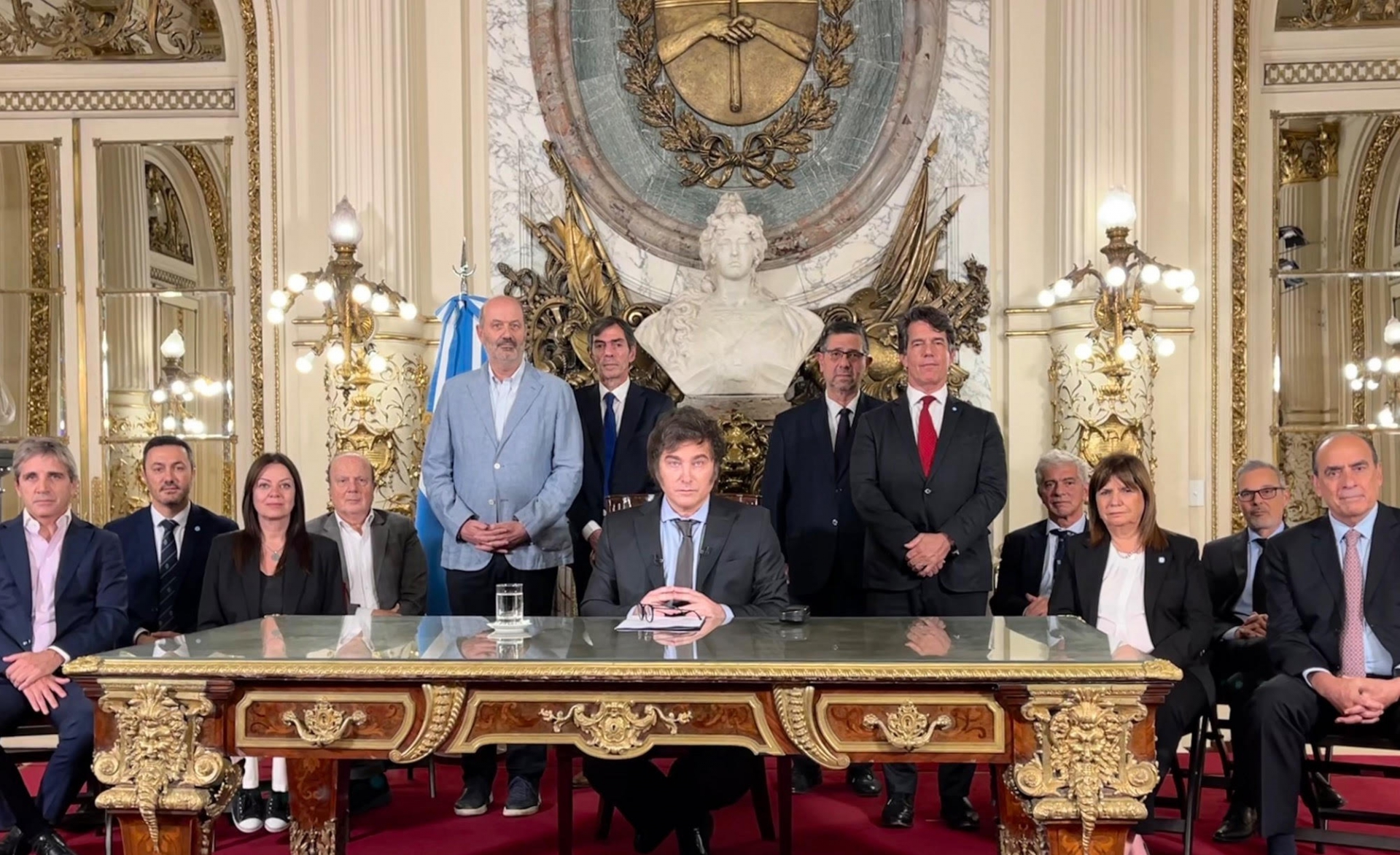
Gabinete del presidente Javier Milei en diciembre de 2023. (Cúneo Libarona cuarto a la derecha).

El 9 de diciembre de 2023, fue nombrado por el presidente electo Javier Milei, como ministro de Justicia de la Nación Argentina. Al día siguiente, con el inicio de la administración, fue posesionado en el cargo.
Participó en la redacción del Decreto de Necesidad y Urgencia 70/2023, emitido el 20 de diciembre de 2023, suprimiendo lo que era «cuestionable» para darle constitucionalidad.
El 14 de marzo de 2024, en el contexto de una escalada de violencia del narcoterrorismo en la ciudad de Rosario, Santa Fe, resolvió la inmediata entrada en vigencia del Código Procesal Penal Federal (CPPF) en el ámbito de la Cámara de Apelaciones de Rosario.La implementación de este código tuvo el objetivo de buscar la más eficaz persecución de los responsables de los graves crímenes como el narcotráfico, la trata y el lavado de activos y la incorporación del sistema acusatorio orientado según los principios de igualdad entre las partes, oralidad, publicidad, contradicción, concentración, inmediación, simplicidad, celeridad y no formalización.

#### Baja de edad de imputabilidad

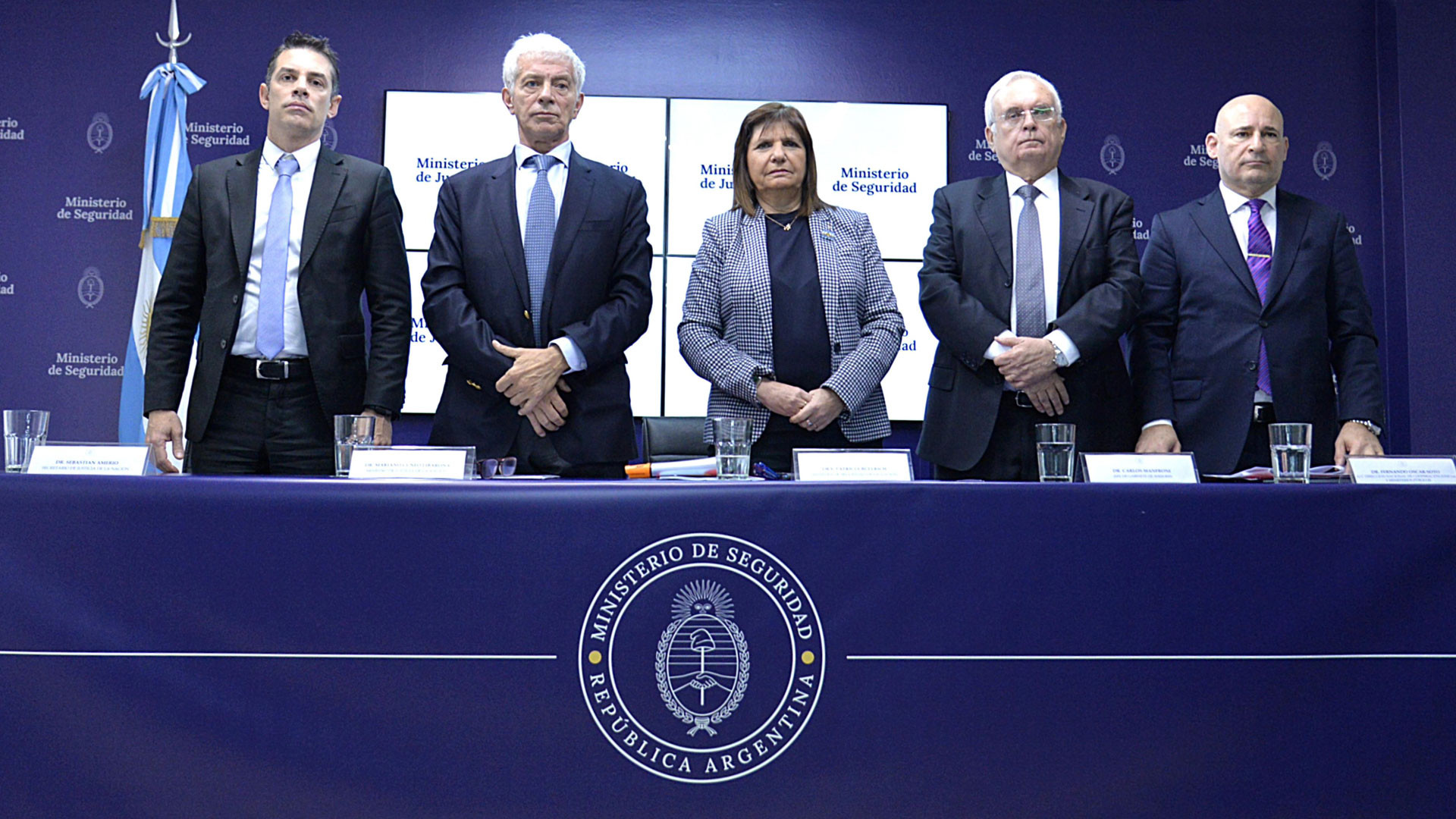
Cúneo Libarona junto a Patricia Bullrich anunciando el envío del proyecto, 28 de junio de 2024

Tras su nombramiento, manifestó como una de las iniciativas que tendría su gestión, la baja la edad de imputabilidad de 16 a 14 años en el Código Penal. En junio de 2024, realizó esta iniciativa, enviando al Congreso de la Nación un proyecto de ley que pretendía bajar la edad de imputabilidad, con la diferencia de que se reduciría a 13 años.

## Caso Lourdes Di Natale
Lourdes Di Natale era la expareja de Cúneo Libarona y la secretaria privada de Emir Yoma, ex cuñado y asesor presidencial de Carlos Menem y uno de los principales investigados por la venta ilegal de armas a Ecuador y Croacia. Di Natale fue la testigo clave que hizo públicas las maniobras que terminarían con la detención de Yoma en 2001, señalado como el líder de la banda encargada del tráfico de armas. No sólo acusó a Yoma sino que también a Cúneo Libarona, de inducir al falso testimonio a dos testigos que declararon en la causa por alimentos para la hija de ambos.  
Di Natale murió en marzo de 2003, al caer desde una ventana de su departamento. La investigación sobre su muerte fue cerrada en dos ocasiones como accidente, pero en 2015, la Corte Suprema reabrió el expediente y ordenó nuevas medidas de prueba, incluida la declaración de su hija, Agustina Sol Cúneo Libarona. Agustina, quien tenía apenas diez años cuando su madre falleció, y que ya no vivía con ella sino con su padre, declaró ante la justicia que su madre fue asesinada. Este testimonio añadió una nueva dimensión a la investigación y dejó en evidencia la complejidad y las posibles implicancias criminales detrás de la muerte de Di Natale. 